# Malrun
Malrun ist eine dänische Alternative-Metal/Alternative-Rock-Band. Die Band steht bei Mighty Music unter Vertrag und hat bislang vier Studioalben veröffentlicht.

## Geschichte
Die Band wurde im Jahre 2005 gegründet und brachte in Eigenregie die EPs Longest Road to Come (veröffentlicht 2007) und Beyond (veröffentlicht 2008) heraus. Daraufhin wurden Malrun von Mighty Music unter Vertrag genommen. Im Juni 2009 spielten Malrun im Vorprogramm der Band Staind bei deren Konzert in Aarhus. Unter der Leitung des Produzenten Jacob Hansen nahm die Band ihr Debütalbum Beauty in Chaos auf, welches im September 2010 veröffentlicht wurde.
Ein Jahr später ging die Band im Vorprogramm von Audrey Horne auf Europatournee und spielten Ende 2011 im Vorprogramm von Alter Bridge. Danach nahmen die Musiker ihr zweites Album The Empty Frame auf, welches im März 2012 veröffentlicht wurde. Für das Frühjahr 2012 ist eine Tour im Vorprogramm der Apokalyptischen Reiter geplant.
Am 9. Juli 2014 gab Malrun auf ihrer Webpräsenz bekannt, sich vom Lead Sänger Jacob Loebner wegen wachsender unvereinbarer Interessen getrennt zu haben und stellte Nicklas Sonne als seinen Nachfolger vor. Zudem betonte die Band, dass die Veröffentlichung ihres kommenden Albums, mit Loebner als Lead Sänger, unverändert erfolgen würde.
Am 29. August 2014 wurde Malruns drittes Studioalbum Two Thrones veröffentlicht.

## Diskografie
- 2007: Longest Road to Come (EP)
- 2008: Beyond (EP)
- 2010: Beauty in Chaos
- 2012: The Empty Frame
- 2014: Two Thrones
- 2015: Oblivion Awaits (EP)
- 2021: Pandemonium